# Lox-Abborrtjärnen
Lox-Abborrtjärnen är en sjö i Hällefors kommun i Västmanland och ingår i Göta älvs huvudavrinningsområde. Sjön har en area på 0,0877 kvadratkilometer och ligger 254,1 meter över havet.

## Delavrinningsområde
Lox-Abborrtjärnen ingår i det delavrinningsområde (664780-143579) som SMHI kallar för Utloppet av Lövsjön. Medelhöjden är 260 meter över havet och ytan är 15,77 kvadratkilometer. Det finns ett avrinningsområde uppströms, och räknas det in blir den ackumulerade arean 22,89 kvadratkilometer. Lövsjöälven som avvattnar avrinningsområdet har biflödesordning 4, vilket innebär att vattnet flödar genom totalt 4 vattendrag innan det når havet efter 382 kilometer. Avrinningsområdet består mestadels av skog (70 procent). Avrinningsområdet har 2,85 kvadratkilometer vattenytor vilket ger det en sjöprocent på 18 procent.